# Vocea a doua
Vocea a doua este un film românesc din 2012 regizat de Daniel Sandu. Rolurile principale au fost interpretate de actorii Medeea Marinescu, Doru Cătănescu, Victoria Dicu.

## Distribuție
Distribuția filmului este alcătuită din:
- Doru Cătănescu
- Medeea Marinescu — Gabi
- Emanuel Barok
- Victoria Dicu
- Adi Smionescu